# Erioptera otayba
Erioptera otayba är en tvåvingeart som beskrevs av Günther Theischinger 1994. Erioptera otayba ingår i släktet Erioptera och familjen småharkrankar. Inga underarter finns listade i Catalogue of Life.